# Bosse (konst)
Bosse (från franska ordet för buckla) är en modell för målare eller bildhuggare, utförd i rundplastik av vax eller annat mjukt ämne, vanligen kring en kärna av trä. Bossera är att forma modeller i mjukt material på en trästomme.